# Krankenstube
Eine Krankenstube ist ein u. a. deutsches zeitgenössisches gesundheits- und sozialpolitisches Konzept zur stationären medizinischen und pflegerischen Versorgung verletzter und kranker Menschen in Alternative zum regulären medizinischen Versorgungssystem. Die Einführung von Krankenstuben wird seit 1999 vielerorts in der deutschen Zivilgesellschaft, seitens Kommunen und in der Fachwelt diskutiert, aber selten umgesetzt.

## Begriffsgeschichte und heutige Definition Krankenstube
Der Begriff Krankenstube taucht historisch vor allem in Veröffentlichungen aus der Militärgeschichte, der Armenfürsorge, dem Gefängniswesen oder der Gesundheitsversorgung von Menschen in ländlichen Gebieten auf.
1999 startete der Caritasverband Hamburg auf dem Gelände des ehemaligen Hafenkrankenhauses in Hamburg-St. Pauli sein bis heute bestehendes Projekt zur stationären Aufnahme und Versorgung nicht krankenversicherter vor allem obdachloser Menschen und nannte es: Krankenstube.
Darunter wird seitdem eine Einrichtung verstanden, die nicht versicherten kranken Menschen außerhalb des i. d. R. kommunal gesteuerten Regel- und Hilfssystems ein niedrigschwellig zugängliches Angebot zur stationären Gesundheitsversorgung macht.

## Geschichte und Aufgaben von so genannten Krankenstuben seit Ende des 20. Jahrhunderts
Seit 1999, mit dem Start des Caritas-Projekts Krankenstube in Hamburg, wird und wurde die Einführung vergleichbarer Einrichtungen in etlichen deutschen Kommunen und Stadtstaaten diskutiert. Lange war die Hamburger Caritas-Krankenstube die einzige Einrichtung dieser Art in Deutschland. Mittlerweile gibt es auch Krankenstuben in Hannover und Köln. 2019 kündigte Bremen die Einführung einer Krankenstube an, aber das Projekt verzögerte sich (Stand: 2021).
Krankenstuben gibt es in der Obdach- und Wohnungslosenhilfe. Grundsätzlich wird das Konzept im Bereich der stationären medizinischen Akutversorgung und pflegerischen Betreuung nicht krankenversicherter Menschen angewandt, die keinen oder nur schlechten Zugang zur Regelversorgung in Krankenhäusern haben. Es gibt in Deutschland keine öffentlichen Angebote dieser Art auf Kommunal-, Landes- oder gar Bundesebene, da Krankenstuben niedrigschwellig außerhalb des öffentlichen Regelsystems arbeiten. Entsprechende Projekte von sozialen Trägern werden aber meist seitens der öffentlichen Hand gefördert. Für Fehlbedarfe, den Eigenanteil im Budget jenseits von Förderung, sind Krankenstuben i. d. R. zusätzlich auf private Spenden angewiesen.